# Onosma decorticans
Onosma decorticans är en strävbladig växtart som beskrevs av H. Riedl. Onosma decorticans ingår i släktet Onosma och familjen strävbladiga växter. Inga underarter finns listade i Catalogue of Life.